# 허페이 지하철
허페이 지하철 (중국어: 合肥轨道) 허페이 도시철도(중국어: 合肥城市轨道交通)는 2016년 12월 26일에 개통된 허페이시의 고속지하철 시스템이다. 1호선은 2012년 6월 1일에 공사를 시작하여 2016년 12월 26일에 개통되었다.. 1호선은 23개의 역사에 24.6 km로 허페이시를 북쪽에서 남쪽으로 가로지른다. 현재 공사중인 2호선은 동쪽에서 서쪽으로 가로지르며 2017년에 개통 예정이다.. 24개의 역사로 이루어져있고 길이는 30km이다. Thales Saic교통에서 CBTC시스템과 도시고속철도경영을 제공한다.

## 호선

### 운영중
| 호선   | 구간 (지역)            | 구간 (지역)              | 열               | 확장 | 길이 km | 역사 |
| ------ | ---------------------- | ------------------------ | ---------------- | ---- | ------- | ---- |
| 철도역 | 허페이역 (야오하이 구) | 지우리안웨이 (바오허 구) | 2016년 12월 26일 | —    | 24.6    | 23   |
| 합계   | 합계                   | 합계                     | 합계             | 합계 | 24.6    | 23   |

### 건설중
| 호선   | 구간 (지역)          | 구간 (지역)            | Planned openning | 길이 km | 역  |
| ------ | -------------------- | ---------------------- | ---------------- | ------- | --- |
| 철도역 | 난강 (수산 구)       | 산쉬부 (야오하이 구)   | 2017년 10월 1일  | 27.8    | 24  |
| 철도역 | 팡싱대로 (페이시 현) | 샹청로 (야오하이 구)   | 2019년 10월 1일  | 37.2    | 32  |
| 철도역 | 지밍샨로 (수산 구)   | 동팡대로 (야오하이 구) | 2020년           | 41.4    | 31  |
| 철도역 | 셔챠오로 (루양 구)   | 귀양로 (바오허 구)     | 2020년           | 40.3    | 33  |
| 합계   | 합계                 | 합계                   | 합계             | 146.7   | 120 |